# 長島厚
長島 厚（ながしま あつし、1923年 - ） は、日本の陸軍軍人。最終階級は陸軍大尉。1945年8月の「占守島の戦い」の生き残り。

## 経歴
佐賀県武雄市出身。1938年（昭和13年）に、陸軍予科士官学校進学のため佐賀県立武雄中学校を中退する。
1938年（昭和13年）陸軍予科士官学校に入学する。1941年（昭和16年）7月、陸軍士官学校（55期）卒業後、関東軍戦車第四連隊に配属となり、第五方面軍将校として札幌に赴任するが、第九十一師団戦車第十一連隊指揮官として千島列島の占守島に着任する。
1945年（昭和20年）8月15日にソ連軍が爆撃を開始。8月18日未明にはソ連軍部隊が占守島の竹田浜に上陸し、その「占守島の戦い」に大尉として応戦することとなる。同日15時頃、長島は師団参謀部作戦情報係として、停戦交渉の軍使の筆頭としてソ連軍に赴いたところを拘束される。日本軍の降伏文書調印後、長島は他の日本軍兵士とともにソ連軍の捕虜となり、シベリアに抑留された。
1948年（昭和23年）5月8日、日本に帰還。その後、日本製鐵八幡製鐵所、海上自衛隊、日本航空に勤務する。「占守島の戦い」の証言者として、取材に応じ、講演会も行っている。講演では、占守島での日本軍兵士の奮闘により、日本国土分断が回避されたということを強調している。